# Dhagpo Kagyu Ling
Pour les articles homonymes, voir Dagpo (homonymie) et Ling.
Dhagpo Kagyu Ling (tibétain : དྭགས་པོ་བཀའ་བརྒྱུད་གླིང, Wylie : dwags po bka' brgyud gling, chinois : 达波噶举林 ; pinyin : Dábō gájǔ lín) est un centre bouddhiste tibétain de la lignée Kagyupa basée en Dordogne (France) à Saint-Léon-sur-Vézère.  
Le mot Dhagpo est issu du nom d'un célèbre maître tibétain Dagpo Lhaje (tibétain : དྭགས་པོ་ལྷ་རྗེ) (1079－1153) plus connu sous le nom Gampopa (tibétain : སྒམ་པོ་པ). 

## Présentation
Depuis sa fondation en 1975, ce centre de la lignée Karma Kagyu s'est développé selon les instructions de Rangjung Rigpe Dorje, le 16e karmapa,.
Demandant à Guendune Rinpoché de s'investir à cette tâche et désignant Lama Jigme Rinpoché comme son représentant pour l'Europe, le 16e karmapa parla de la nécessité de rassembler une bibliothèque, une  université, un ermitage monastique et un centre de retraite pour qu'une transmission authentique et une préservation à long terme du Dharma puissent s'accomplir.
La vocation de Dhagpo Kagyu Ling, « le lieu de la transmission des enseignements », est de diffuser les enseignements du Bouddha dans toute leur authenticité. Dhagpo Kagyu Ling se situe en Dordogne dans le sud-ouest de la France, au cœur du Périgord noir dans le triangle formé par Sarlat, Périgueux et Brive-la-Gaillarde.
Le centre accueille tous ceux qui souhaitent s’appliquer à une réelle transformation intérieure, s’inspirer d’une tradition authentique et recevoir une transmission spirituelle pour la pratiquer.
Dhagpo Kagyu Ling est membre :
- de la Fédération Française des Centres Bouddhistes Karma Kagyu (FFCBK)[3]
- de l'Union bouddhiste de France
- de l'Union bouddhiste européenne